# Кригер, Виктор
Виктор Кригер (Пустой шаблон {{ВД-Преамбула}} ) — немецкий историк, специализирующийся на истории российских немцев.
В 1976–1981 годах Кригер изучал экономику в Новосибирске. Затем работал в Институте лёгкой и пищевой промышленности в Жамбыле. С 1983 по 1987 год был научным сотрудником Академии наук СССР в Институте экономических исследований в Новосибирске. В 1992 году защитил кандидатскую диссертацию в Академии наук Республики Казахстан в Алматы на тему: «Социально-экономическое развитие немецкого переселенческого села Казахстана (дореволюционный период)».
В 1991 году он эмигрировал в Федеративную Республику Германия, где с 1992 по 1993 год проходил стажировку и работал в Государственный архив Баден-Вюртемберга в Карлсруэ. В последующие годы он был научным сотрудником в Институте внешних связей в Штутгарте и преподавателем в Высшей школе Пфорцхайма. С 1999 года он был научным сотрудником исследовательского проекта «История и культура немцев в России» и преподавателем на кафедре восточноевропейской истории Гейдельбергского университета. С 2019 года Кригер является научным сотрудником Баварского культурного центра немцев из России (BKDR) в Нюрнберге.
Кригер является экспертом по истории и культуре немцев в Российской империи, СССР и СНГ.

## Публикации
- Социально-экономическое развитие немецкого переселенческого села Казахстана (дореволюционный период). Институт истории, археологии и этнографии АН Казахстана, Алма-Ата, 1991 (рукопись диссертации).
- Deutsche Präsenz in Kasachstan zur Zarenzeit (= Forschungsprojekt Deutsche in der Sowjetunion und Aussiedler aus der UdSSR in der Bundesrepublik Deutschland. Arbeitsbericht, Nr. 8). Osteuropa-Institut, München 1993 (Kurzfassung der Dissertation).
- Рейн, Волга, Иртыш. Из истории немцев Центральной Азии. Dajk-Press, Алматы, 2006, ISBN 978-9965-798-05-4.
- Российские немцы вчера и сегодня. Народ в пути. AIRO-XXI, Москва, 2010, ISBN 978-5-91022-144-8.
- Bundesbürger russlanddeutscher Herkunft. Historische Schlüsselerfahrungen und kollektives Gedächtnis (= Geschichte, Kultur und Lebensweisen der Russlanddeutschen. Band 1). LIT-Verlag, Berlin/Münster 2013, ISBN 978-3-643-12073-1.
- Kolonisten, Sowjetdeutsche, Aussiedler. Eine Geschichte der Russlanddeutschen. Bundeszentrale für politische Bildung, Bonn 2015, ISBN 978-3-8389-0631-7.
- Rotes deutsches Wolgaland. Zum 100. Jubiläum der Gründung der Wolgadeutschen Republik. Düsseldorf 2018 (2-te, korr. Aufl. Nürnberg 2020).

## Видеоматериалы
- BKDR - Gedenkveranstaltung/ Vortrag Dr. Krieger: „Grundlinien russlanddeutscher Geschichte“
- BKDR - Von den Deutschen an der Wolga zu den Wolgadeutschen. Vortrag von Dr. Krieger